# Randegan (Sigaluh)
Randegan is een bestuurslaag in het regentschap Banjarnegara van de provincie Midden-Java, Indonesië. Randegan telt 959 inwoners (volkstelling 2010).